# Astaena opalicauda
Astaena opalicauda är en skalbaggsart som beskrevs av Bates 1887. Astaena opalicauda ingår i släktet Astaena och familjen Melolonthidae. Inga underarter finns listade.